# BTS集團控股
BTS集團控股有限公司，簡稱BTS集團控股（英語：和泰語：，SET代碼：BTS），1968年，由已故黃子明兒子黃創山（主席）創立前身為「泰華榮控股有限公司」（Tanayong Public Company Limited）。

## 历史
最早經營為房地產行業，曾經在蘇凡納布機場附近展開一個以高爾夫球場為中心的衛星城市項目Thana City。
後來在2010年，收購曼谷大眾運輸系統和曼谷快速公交系統的母公司Bangkok Mass Transit System PCL (BTSC)94.6%股權，其後擴大股本資金，也就是經營運輸、廣告等行業。
股份則在1991年3月1日於泰國證券交易所上市，當時是以「泰華榮控股有限公司」名義上市或代碼為(TYONG)。而在2013年2月22日，該公司曾計劃把旗下空中鐵路項目以信託形式上市，但由於受當局證監會需時，故需要暫緩集資20億美元基建基金項目。

## 财务
BTSG 的财政年度为 4 月 1 日至 3 月 31 日。在 2021-2022 财年（2021 年 4 月 1 日至 2022 年 3 月 31 日），BTS Holdings 报告的总收入为 311.95 亿泰铢，总资产为 2558.67 亿泰铢，净收入为 27.82 亿泰铢，总权益为 861.28 亿泰铢，拥有 5,357 名员工。
在 2017/8 年，其 14 人的董事会获得了 2900 万泰铢的报酬。其 8 名高管获得了 9200 万泰铢的金钱补偿，不包括认股权证。:16-17
BTSG 的四个业务部门（公共交通、媒体、房地产和服务）分别贡献了 65%、28%、4% 和 3% 的集团运营收入。